# Егідій Чуді
Егідій Чуді (нім. Aegidius Tschudi; нар. 5 лютого 1505 — пом. 28 лютого 1572) — швейцарський державний діяч і історик, видатний член родини Чуді з Гларусу. Його найвідоміша робота — «Швейцарська хроніка» («Chronicon Helveticum»), історія ранньої Швейцарської Конфедерації.

## Державний діяч і історик
Служивши своїй рідній землі на різних посадах, у 1558 році він став головним магістратом або ландаманом, а в 1559 році був зведений в дворянський стан імператором Фердинандом, до якого його відправили як посла.
Спочатку схильний до поміркованості, пізніше в житті Чуді ставав все більш відданим справі Контрреформації, проте він найбільш відомий як історик Швейцарської Конфедерації. Чуді зібрав матеріали для трьох великих робіт, які ніколи повністю не втратили своєї цінності, хоча його дослідження були значною мірою переглянуті. У 1538 році він видав свою книгу про Рецію, яку написав 1528 року, опубліковану латинською та німецькою мовами: De prisca ac vera Alpina Rhætia, або Die uralt warhafftig Alpisch Rhætia.

## Публікації та вплив
Головні роботи Чуді були опубліковані лише довго після його смерті. Beschreibung Galliae Comatae з'явилася під редакцією Фріди Галлаті у 1758 році та переважно присвячена топографічному, історичному та антикварному опису давньої Гельвеції та Реції, причому остання частина є його ранньою роботою про Рецію, переглянутою та значно розширеною. Ця книга була практично задумана як вступ до його magnum opus, Chronicon Helveticum, частина якого (з 1001 по 1470 рік) була опублікована Й. Р. Ізеліном у двох величних фоліантах (1734—1736); решта складається лише з грубих матеріалів. Існують дві досить застарілі біографії Чуді — І. Фукса (2 томи, Санкт-Галлен, 1805) та К. Фогеля (Цюрих, 1856).
Чуді працював як з документами, так і з легендами, щоб зобразити давні швейцарські традиції захисту свободи, надаючи ролі не тільки Вільгельму Теллю, але й героїчному моменту заснування Конфедерації, коли Вернер Штауффахер, представляючи Швіц, Вальтер Фюрст з Урі та Арнольд фон Мельхталь з Унтервальдену зустрічаються на Рютлі, луці над Фірвальдштеттським озером і присягаються захищати швейцарську свободу. Впливовий текст Чуді датує цю подію 8 листопада 1307 року.

## Критика
До другої половини XIX століття швейцарські історики здебільшого базували свої роботи на його дослідженнях та рукописах. Історична репутація Чуді постраждала після пізніших досліджень. Його твердження та документи, що стосуються римських часів і ранньої історії Гларуса та його власної родини, давно викликали підозри. Детальне вивчення довело, що він не лише стверджував, що скопіював римські написи, які ніколи не існували, і довільно виправляв інші, але й навмисно підробляв документи, щоб віднести походження своєї родини до X століття. Таким чином, він також повністю спотворив ранню історію Гларуса, яка є історією демократичної громади, а не (як він стверджував) вотчиною кількох аристократичних родин. Історичний авторитет Чуді таким чином низький, і жоден документ, надрукований або історична заява, зроблена ним, не можуть бути прийняті без ретельної перевірки та вивчення.
Для огляду цих відкриттів див. Георга фон Вісса в Jahrbuch Історичного товариства Гларуса (1895), т. xxx., в No. i (1894), Anzeiger f. schweizerische Geschichte, та в його Geschichte d. Historiographie in d. Schweiz (1895), стор. 196, 201, 202. Оригінальні статті Фогеліна (римські написи) з'явилися в томах xi., xiv. та xv. (1886—1890) Jahrbuch f. schweizer Geschichte, а стаття Шульте (Гларус) в томі xviii. (1893) того ж періодичного видання. Для захисту див. слабку брошуру, Schulte u. Tschudi (Кур, 1898), автор П. К. фон Планта.